# Michael Konyves
Michael Konyves (?, 1973 –) magyar származású kanadai forgatókönyvíró, filmrendező és producer.

## Munkássága
A montréali illetőségű Konyves - saját bevallása szerint - csak viszonylag későn, 28-évesen vetette papírra első forgatókönyv-tervét. Az egyetem elvégzése után különféle munkákból élt a filmszakmában, míg végül rendezőasszisztens lett Christian Duguay rendező mellett.
2000-ben még rendezőasszisztensként látjuk a A harc mestere (The Art of War) című akciófilmben és általánosságban az 1990-es, illetve a 2000-es évek erőgyűjtés, tapasztalatszerzés számára a rendezői és a produceri munka terén.
Konyves 2010-ben vált híressé Mordecai Richler regényének, az Így látta Barneynak (eredeti angol címe: Barney’s Version) a forgatókönyvével, mellyel a 2011. évi kanadai Genie Awards legjobb forgatókönyv-adaptáció kategóriájában jelölést szerzett. A montréali MacLean's hetilap így méltatta a forgatókönyvet: "A film bohózatnak indul, majd egy romantikus vígjáték felé halad, végül szívszorító drámává érik, mely meglepő érzelmi erővel lopakodik be hozzád."
A mozifilmek mellett tévéfilmek, illetve televíziós sorozatok forgatókönyveit is jegyzi. Legfontosabb forgatókönyvei: Támad a Nap (Solar Attack, 2006), A tűzsárkány birodalma (Fire and Ice: The Dragon Chronicles, 2008), Az utolsó lovagok (Last Knights, 2015). Producerként pedig 
a 2017-es Bad Blood és a 2024-es Wild Cards tévésorozatot érdemes megemlíteni.
2014-ben forgatta le rendezőként első kisfilmjét, a Goldfish-t, melyet 2015-ben mutattak be.

## Magánélet
Michael Konyves számára fontosak a napi rituálék. 7:00-kor kel, sétálni viszi kutyáját, majd újságot olvas és csak azután kezd neki dolgozni. Otthon és egy kávézóban is tud alkotni, de fontos a környezet, a kényelmes ülőalkalmatosság és a jó kávé.

## Díjak és jelölések
| Év   | Díj                                | Kategória                      | Jelölt mű       | Eredmény |
| ---- | ---------------------------------- | ------------------------------ | --------------- | -------- |
| 2011 | 31st Genie Awards                  | legjobb forgatókönyv-adaptáció | Barney és a nők | Jelölve  |
| 2011 | 13th Jutra Awards                  | Legjobb forgatókönyv           | Barney és a nők | Jelölve  |
| 2011 | 15th Canadian Screenwriting Awards | játékfilm                      | Barney és a nők | Elnyerte |
| 2018 | 6th Canadian Screen Awards         | Legjobb alkotás, drámasorozat  | Bad Blood       | Jelölve  |
| 2019 | 7th Canadian Screen Awards         | Legjobb alkotás, drámasorozat  | Bad Blood       | Elnyerte |